# Severo Santo Endelequio
Severo Santo Endelequio (en latín, Severus Sanctus Endelechius o Endelechus), también conocido como Severus Rhetor (350 - 450) d. C., fue un poeta latino cristiano.  
Se le suele identificar con el retórico Severo que fue amigo de Paulino de Nola. Escribió un Carmen Bucolicum de Virtute Signi Crocis Domini, también conocido como De Mortibus Boum (o Bovum), que es en realidad una apología del Cristianismo con apariencia bucólica. La obra se encuentra en la Patrología latina de Migne. 